# Tron: Ares
Tron: Ares är en kommande amerikansk science fiction-film, med premiär planerad till 2025. Den är regisserad av Joachim Rønning, med manus skrivet av Jesse Wigutow och Jack Thorne. Filmen är en fristående uppföljare till Tron (1982) och Tron: Legacy (2010).
Filmen är planerad att ha biopremiär i Sverige den 10 oktober 2025, utgiven av Walt Disney Studios Motion Pictures.

## Rollista (i urval)
- Jared Leto – Ares
- Evan Peters
- Jodie Turner-Smith
- Greta Lee
- Hasan Minhaj
- Arturo Castro
- Cameron Monaghan
- Gillian Anderson
- Sarah Desjardins

## Produktion
Inspelningarna av Tron: Ares var planerade att påbörjas i Vancouver den 14 augusti 2023, men sköts upp på obestämd tid på grund av Hollywoodstrejkerna 2023. Istället började filmen spelas in i januari 2024, under arbetsnamnet Velcro.

## Soundtrack
Filmens soundtrack har producerats av den amerikanska rockgruppen Nine Inch Nails och planeras att ges ut i albumet Tron: Ares den 19 september 2025.